# 普斯托梅特

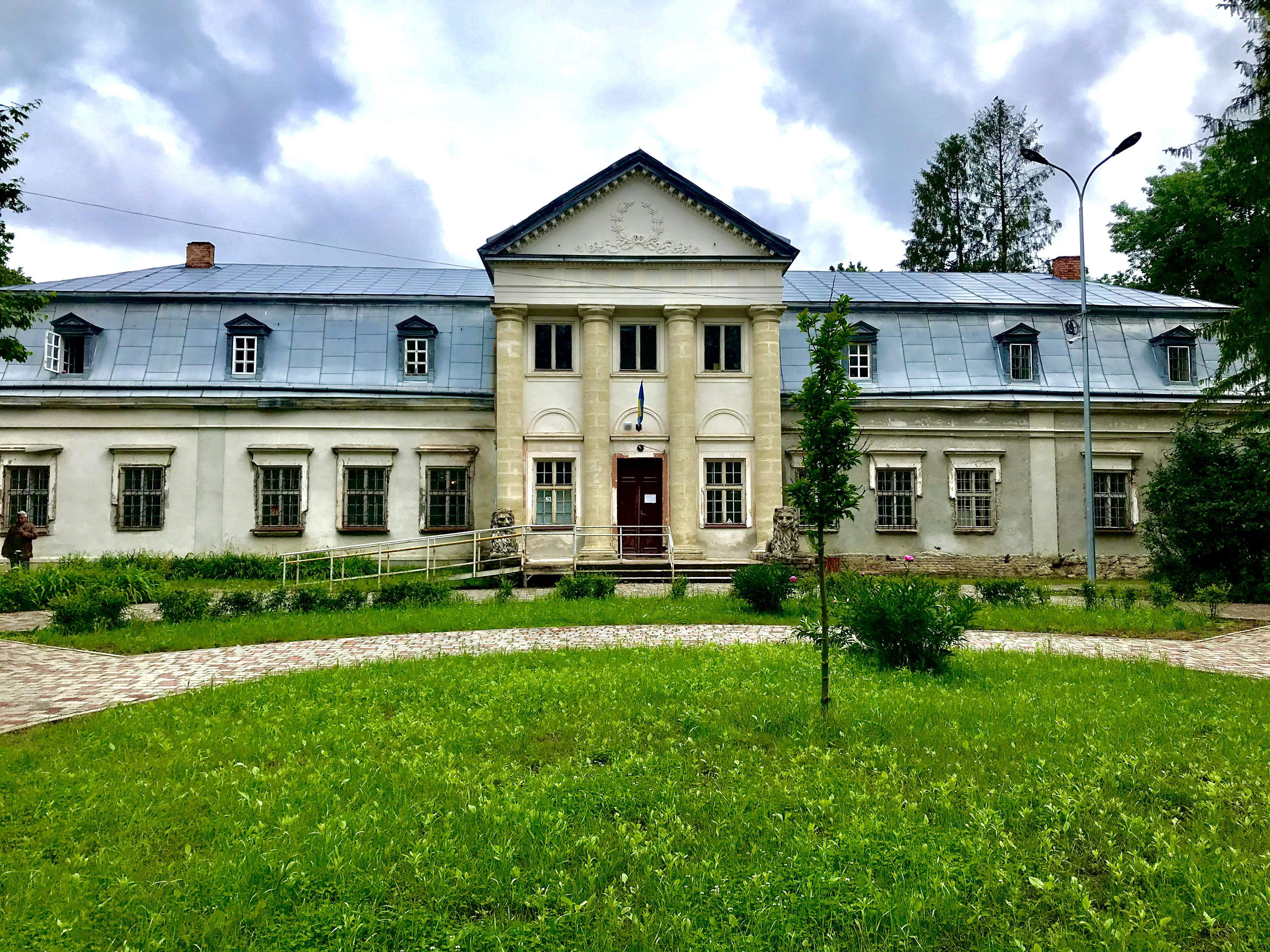
庄园

普斯托梅特（羅馬化：Pustomyty）是烏克蘭西部利維夫州利沃夫区普斯托梅特市镇内的城市，及该市镇的行政中心。距離州府利維夫14公里，始建於1410年，面積11.27平方公里，2022年人口9,372。
第二次世界大戰期間，納粹德國在1939年9月21日至1944年7月28日佔領該市。